# September 2025
Portal Geschichte | Portal Biografien | Aktuelle Ereignisse | Jahreskalender | Tagesartikel

◄ |
20. Jahrhundert |
21. Jahrhundert

◄ |
1990er |
2000er |
2010er |
2020er
| 2030er | 2040er

◄ |
2021 |
2022 |
2023 |
2024 |
2025
| 2026 | 2027 | 2028 | 2029 | ►

◄ |
Juni 2025 |
Juli 2025 |
August 2025 |
September 2025 |
Oktober 2025 |
November 2025 |
Dezember 2025 |
►
Dieser Artikel behandelt tagesbezogene Nachrichten und Ereignisse im September 2025. Eine Artikelübersicht zu thematischen „Dauerbrennern“ und zu länger andauernden Veranstaltungen findet sich auf der Seite zu den laufenden Ereignissen.

## Tagesgeschehen

### Montag, 1. September 2025
- Guyana: Parlamentswahl in Guyana

### Mittwoch, 3. September 2025
- Samoa: Parlamentswahl in Samoa

### Donnerstag, 4. September 2025
- Toronto/Kanada: Eröffnung des Toronto International Film Festivals (bis 14. September)

### Montag, 8. September 2025
- Norwegen: Parlamentswahl in Norwegen 2025 und Sametingswahl 2025
- Bern/Schweiz: Beginn der Herbstsession der eidgenössischen Räte (bis am 26. September).

### Donnerstag, 11. September 2025
- Deutschland: Bundesweiter Warntag

### Samstag, 13. September 2025
- Tokio/Japan: Beginn der Leichtathletik-Weltmeisterschaften 2025

### Sonntag, 14. September 2025
- NRW/Deutschland: Kommunalwahl in Nordrhein-Westfalen
- Los Angeles/Vereinigte Staaten: Primetime-Emmy-Verleihung 2025

### Dienstag, 16. September 2025
- Malawi: Parlaments- und Präsidentschaftswahl in Malawi

### Sonntag, 21. September 2025
- Partielle Sonnenfinsternis
- Tokio/Japan: Ende der Leichtathletik-Weltmeisterschaften 2025

### Samstag, 27. September 2025
- London/Vereinigtes Königreich: Finale der Frauen-Rugby-Union-Weltmeisterschaft
- Seychellen: Parlaments- und Präsidentschaftswahl in Seychellen

### Sonntag, 28. September 2025
- Republik Moldau: Parlamentswahl in der Republik Moldau

### Dienstag, 30. September 2025
- Bengaluru/Indien: Beginn des Women’s Cricket World Cup (bis 2. November).